# Gerda Bendz
Gerda Maria Bendz, född 26 april 1866 i Alnarp, Skåne, död 6 september 1953 i Lund, var en svensk målare. 
Hon var dotter till Olof Bendz och Hulda Carlson. Bendz växte upp i ett konstnärligt och kulturellt intresserat hem och hennes mor var dotterdotter till Per Krafft. Bendz studerade konst för Fredrik Krebs i Lund 1884–1884 och för Kerstin Cardon i Stockholm 1886 samt Justus Lundegård 1887–1888 och Karl Aspelin i Malmö 1890–1891 samt under studieresor till England, Tyskland, Italien och Frankrike. Hon medverkade i utställningar arrangerade av Konstföreningen för södra Sverige. Hennes konst består av landskapsskildringar utförda i akvarell eller pastell. Hon utgav 1941 boken Den skånska släkten Bendz.